# 麵包超人：多洛林與妖怪嘉年華
《麵包超人：多洛林與妖怪嘉年華》是2022年6月24日上映的日本動畫電影，是改編自漫畫家柳瀨嵩創作的漫畫系列《麵包超人》的第33部電影版。

## 登場角色

### 原著角色
| 角色         | 配音員     | 配音員 |
| 角色         | 日本       | 臺灣   |
| ------------ | ---------- | ------ |
| 麵包超人     | 戶田惠子   | 汪世瑋 |
| 細菌人       | 中尾隆聖   | 孫誠   |
| 紅精靈       | 富永美衣奈 | 龍顯蕙 |
| 果醬爺爺     | 山寺宏一   | 梁興昌 |
| 奶油妹妹     | 佐久間玲   |        |
| 起司         | 山寺宏一   |        |
| 奶油麵包小弟 | 長澤美樹   | 龍顯蕙 |
| 咖哩麵包超人 | 柳澤三千代 | 龍顯蕙 |
| 吐司超人     | 島本須美   | 喬資淯 |
| 密瓜超人     | 金井美香   | 楊詩穎 |
| 螺旋麵包超人 | 富永美衣奈 |        |
| 藍精靈       | 平野綾     |        |
| 咪咪老師     | 瀧澤Roko   |        |
| 小河馬       | 山寺宏一   |        |
| 平吉         | 原榮里子   |        |
| 小兔子       | 中村弘美   |        |
| 小象         | 坂本千夏   |        |

### 本作角色
| 角色   | 配音員   | 配音員 |
| 角色   | 日本     | 臺灣   |
| ------ | -------- | ------ |
| 多洛林 | 北川景子 | 林筱玲 |

## 製作人員
- 原作：柳瀨嵩《麵包超人》
- 發行商：東京劇場
- 製作：麵包超人製作委員會2022（日本電視台、TMS娛樂、VAP、福祿貝爾館、柳瀨工作室、日本電視台音樂、東京劇場）

## 外部連結
- 官方网站 （日語）